# Marguerite Leduc
Marguerite Leduc (* 31. Oktober 1935 in Ventron) ist eine ehemalige französische Skirennläuferin.

## Biographie
Marguerite Leduc wurde als eines von zwölf Kinder im Skigebiet Frère-Joseph in Ventron in den Vogesen geboren. Ihre Schwestern Thérèse und Anne-Marie waren ebenfalls als Skirennläuferinnen aktiv.
1960 nahm sie zum ersten und einzigen Mal an einem internationalen Großereignis teil. Bei den Olympischen Winterspielen in Squaw Valley, welche zugleich als Weltmeisterschaften gewertet wurden, belegte sie in der Abfahrt Rang 18, im Slalom erreichte sie den 19. Platz.

## Erfolge

### Olympische Winterspiele
- Squaw Valley 1960: 18. Abfahrt, 19. Slalom

### Weltmeisterschaften
- Squaw Valley 1960: 18. Abfahrt, 19. Slalom